# پاپو گومز
آلخاندرو داریو گومز (اسپانیایی: Alejandro Darío Gómez‎؛ زادهٔ ۱۵ فوریهٔ ۱۹۸۸) که با نام پاپو گومز شناخته می‌شود، بازیکن فوتبال اهل آرژانتین است.
از باشگاه‌هایی که در آن بازی کرده‌است می‌توان به آرسنال ساراندی، سن لورنسو، کاتانیا، متالیست خارکوف، آتالانتا و سویا اشاره کرد.
گومز می‌تواند به عنوان مهاجم، وینگر یا هافبک تهاجمی بازی کند. گومز با شانزده پاس گل در فصل ۲۰۱۹-۲۰ رکورد سری آ را برای بیشترین پاس گل در یک فصل به نام خود ثبت کرد و به عنوان عضوی از تیم منتخب سال سری آ انتخاب شد. گومز اگرچه در آرژانتین به دنیا آمده است اما شهروندی دوگانه آرژانتین و ایتالیا را دارد.
او اولین بازی ملی رده بزرگسالان خود را برای آرژانتین در یک بازی دوستانه مقابل سنگاپور در سال ۲۰۱۷ انجام داد و طی آن اولین گل ملی خود را نیز به ثمر رساند. او همچنین با آرژانتین در کوپا آمه‌ریکا سال ۲۰۲۱ و جام جهانی ۲۰۲۲ قهرمان شد.